# Balša III.
Balša III. (1387. – 1421.), vladar iz crnogorske dinastije Balšići,  vladao Zetskom državom 1403. – 1421.
Bio je sin Đurađa II. Balšića.
Sukobljavao se s Mlečanima oko Skadra.
Srpski despot Stefan Lazarević je bio brat njegove majke, te je nakon smrti Balše III. polagao pravo na Zetu.
Balša III. je bio posljednji vladar Balšića i ta dinastija, kao i Zetska država, njegovom smrću nestaju s povijesne scene.